# Цайбиг, Бенедикт
Бенедикт Леберехт Цайбиг (нем. Benedikt Leberecht Zeibig; 14 октября 1772, Дрезден — 19 мая 1858, Ганновер) — немецкий оперный певец (тенор), актёр и режиссёр.

## Биография
Родился 14 октября 1772 в Дрездене. Дебютировал на сцене в 1794 году в Данциге, в том же году играл в Кёнигсберге. 1795—1798 годах — в Ревеле, в 1798—1799 годах — в Ганновере, Бремене и возможно Ахене, в 1801—1802 годах — в  Дрездене и Лейпциге. В 1802—1803 годах — в Санкт-Петербурге, в 1804—1807 — певец, режиссёр и директор театра в Ревеле. С 1807 по 1821 годы — в труппе петербургского Немецкого театра. После 1824 года преподавал пение. Скончался 19 мая 1858 года в Ганновере.

## Восприятие
Степан Петрович Жихарев отмечал хорошие вокальные данные Цайбига при невзрачной внешности. Также был педагогом, в частности, его учеником был А. С. Даргомыжский.

## Семья
Был дважды женат, обе жены были театральными актрисами. Первая жена — Вильгемина, урождённая Люткенс. Вторая жена — Катарина.